# Diario de un escritor

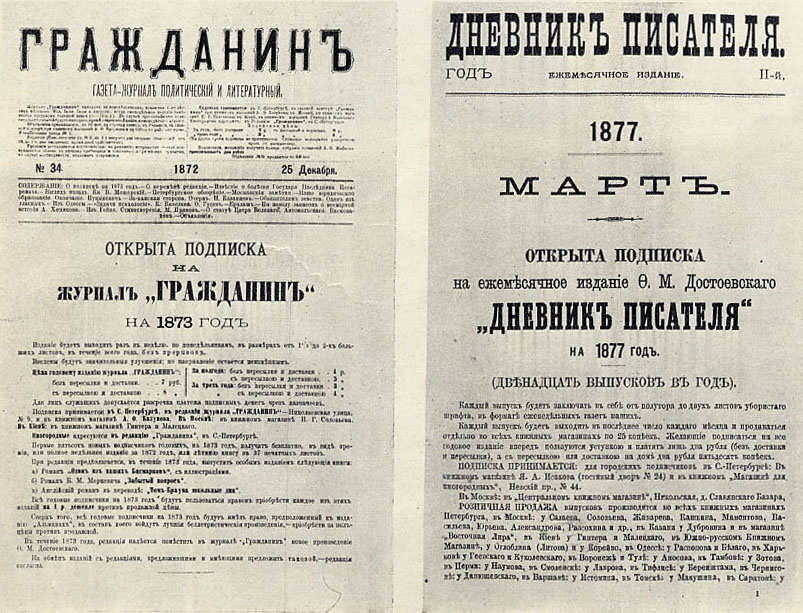
Portada Revista "Ciudadano", "Diario de un escritor" de Dostoievski.

Diario de un escritor (en ruso, Дневник писателя) se compone de artículos y notas que Fiódor Dostoyevski publicó en el semanario conservador Grazhdanín (El ciudadano) en 1873 y 1874, y desde entonces por suscripción popular hasta 1881. El diario era propiedad del príncipe Vladímir Meshcherski y tenía el apoyo de Konstantín Pobedonóstsev, aunque la sección de Dostoyevski adquirió su entidad definitiva a partir de enero de 1876, con la publicación de un folletín de pliego o pliego y medio de imprenta de extensión, y que podía adquirirse mediante suscripción previa al precio de 20 kópeks por número o 2 rublos al año. La gestión de las suscripciones, la contabilidad y los envíos fueron llevados a cabo por Anna Grigórievna, la segunda esposa del escritor.
A través de esta publicación periódica el escritor ruso divulgaba una visión estática de Rusia como único baluarte de una modernidad sin Dios y del pueblo ruso como la única reserva del cristianismo. Esto le llevó a tener cierta influencia entre los jóvenes radicales rusos y le dio cierto peso político en el país, aunque la circulación de dicha publicación se situó en torno a los 1000 ejemplares.
Dentro de su variada temática también trató temas españoles como "Don Quijote", las guerras carlistas y el catolicismo español.